# Norsko-švédská státní hranice

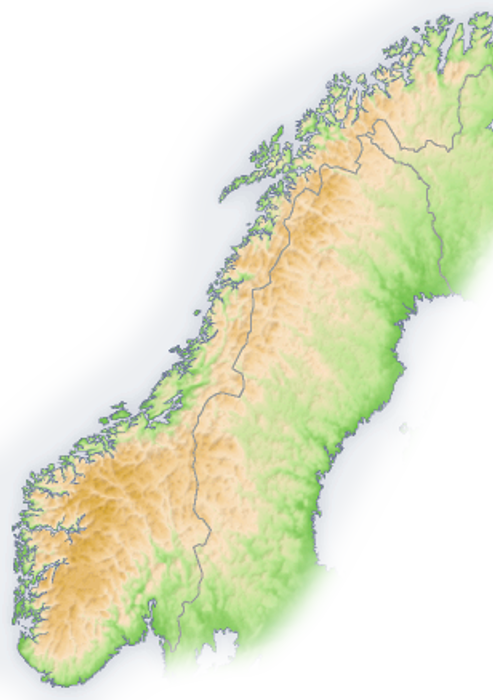
Státní hranice mezi Norskem a Švédskem

Norsko-švédská státní hranice je státní hranice mezi Norskem a Švédskem. Začíná na finsko-norsko-švédského trojmezí Treriksröset a končí mořskou úžinou Svinesund, ústící do průlivu Skagerrak. S délkou 1630 km je nejdelší pevninskou hranicí mezi dvěma státy v Evropě. Probíhá v přibližně severo-jižním směru, z velké části po rozvodí ve Skandinávském pohoří.
Hranice je vnější hranicí Evropské unie a zároveň vnitřní hranicí Schengenského prostoru, kterou je možné volně překračovat.

## Charakter hranice
Ve své jižní části probíhá hranice více obydlenou, kulturní krajinou, kde většinou sleduje přírodní překážky jako vodní toky a jezera. V převážné délce je však vyměřena v dlouhých rovných úsecích v oblastech s řídkým osídlením. Z celkové délky 1630 km prochází 860 km horami (nad hranicí lesa), 570 km zalesněnými oblastmi, 170 km jezery a vodními toky a 20 km zemědělskou půdou.

## Vyznačení hranice
Na hranici se nachází 642 hraničních znaků a 11 neoznačených lomových bodů. 612 hraničních znaků je tvořeno žlutě natřenými kamennými mohylami (riksrösen), osazenými na vrcholu mezníkem. Na meznících jsou z obou stran monogramy vládnoucích panovníků, rok umístění a číslo hraničního znaku. Zbývajících 30 znaků je tvořeno označenými přírodními kameny, památníky a dřevěnými kůly se značkami. Hraniční znaky jsou umístěny poměrně řídce a nacházejí na význačných místech, kde hranice mění svůj směr nebo se kříží s komunikacemi. Mezi hraničními znaky na místech, kde v blízkosti hranice procházejí nebo je překračují cesty, na březích vodních toků a podobně, je hranice označena žlutými cedulemi.
Podél hranice se udržuje průsek bez vzrostlé vegetace.

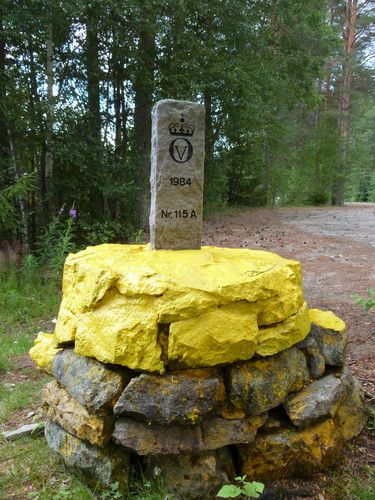
Hraniční mohyla Rr115A na hraničním přechodu Långflon s monogramem norského krále Olafa V.

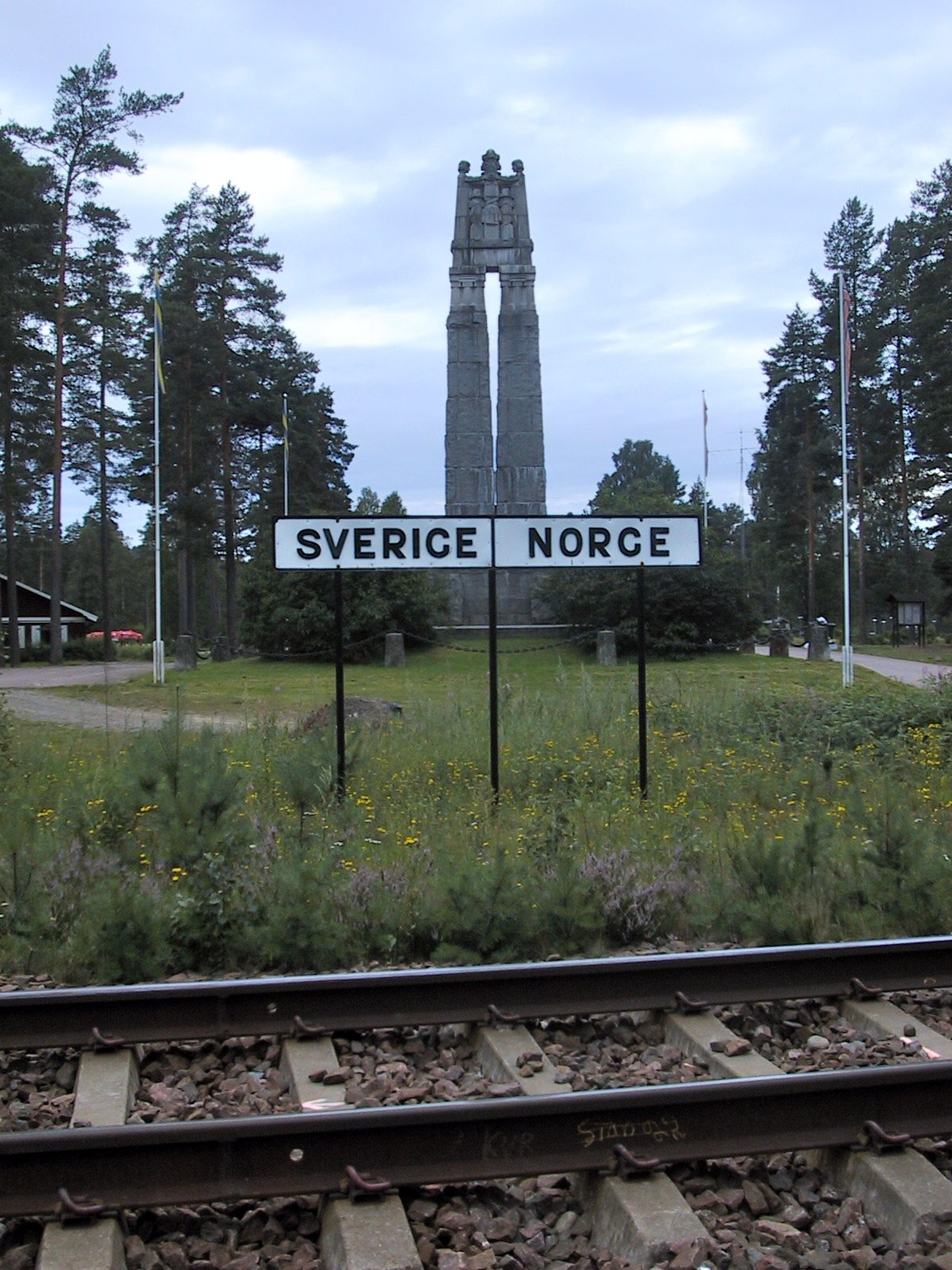
Mírový památník v Morokulien, který slouží jako hraniční znak

## Režim na státní hranici a její překračování
Obě země jsou součástí Schengenského prostoru, který zaručuje volný pohyb osob bez nutnosti hraničních kontrol. Hranici je možné volně překračovat i mimo hraniční přechody. Norsko však na rozdíl od Švédska není členem Evropské celní unie. Na hranicích proto probíhá celní kontrola vozidel převážejících zboží podléhající clu.
V případech, kdy to vyžaduje veřejný pořádek nebo bezpečnost státu, mohou země dočasně omezit pohyb na hranici a zavést kontrolu osob. Naposledy se tak stalo v době pandemie covidu-19.

### Silniční hraniční přechody
Hranici překračují silnice na 43 místech, ale celnice se nacházejí pouze u 11 z nich. Na třech hlavních tazích jsou celnice na obou stranách hranice, na pěti pouze na norské a na třech silnicích na švédské straně hranice, v některých případech ve větší vzdálenosti od hranice. Hraniční přechody, kde není celní celnice, nesmějí používat vozidla převážející zboží k proclení. Kontrola se provádí namátkově a pomocí kamer. Na některých silnicích platí zákaz vjezdu velkých nákladních vozidel.
| Silnice (N) | Silnice (S) | Celnice (N) | Celmice (S) | Poznámka                         |
| ----------- | ----------- | ----------- | ----------- | -------------------------------- |
| E10         | E10         |             | Bjørnfjell  | norská celnice na švédské straně |
| 77          | 95          | Junkerdal   |             |                                  |
| E12         | E12         |             | Tärnaby     | 74 km ve vnitrozemí              |
| E14         | E14         |             | Storlien    |                                  |
| 31          | 84          | Vauldalen   |             |                                  |
| 218         | 70          | Idre        |             |                                  |
| 25          | 66          | Østby       |             | 18 km ve vnitrozemí              |
| 206         | S 964       | Åsnes       |             | 33 km ve vnitrozemí (Flisa)      |
| 2           | 61          | Morokulien  | Eda         |                                  |
| E18         | E18         | Ørje        | Hån         |                                  |
| E6          | E6          | Svinesund   | Svinesund   |                                  |

### Železniční hraniční přechody
Železnice překračuje hranici na 4 místech. Tři hraniční stanice se nacházejí ve Švédsku a jedna v Norsku. Všechny slouží osobní i nákladní přepravě.
| Hraniční stanice   | Železnice (N)    | Železnice (S)    |
| ------------------ | ---------------- | ---------------- |
| Riksgränsen (S)    | Ofotbanen        | Malmbanan        |
| Storlien (S)       | Meråkerbanen     | Mittbanan        |
| Charlottenberg (S) | Kongsvingerbanen | Värmlandsbanan   |
| Kornsjø (N)        | Østfoldbanen     | Norge/Vänerbanan |

## Revize státních hranic
Hraniční komise složená ze zástupců obou zemí provádí pravidelné kontroly státních hranic, stavu a zaměření hraničních znaků a jejich obnovu. Poslední revize proběhla v letech 2020–2024.